# Poiana Aiudului
Poiana Aiudului – wieś w Rumunii, w okręgu Alba, w gminie Livezile. W 2011 roku liczyła 298 mieszkańców.